# Cylindromyia unguiculata
Cylindromyia unguiculata är en tvåvingeart som beskrevs av Paramonov 1956. Cylindromyia unguiculata ingår i släktet Cylindromyia och familjen parasitflugor. Inga underarter finns listade i Catalogue of Life.